# Dolinka
Dolinka (in ungherese Inám, in tedesco Einam) è un comune della Slovacchia facente parte del distretto di Veľký Krtíš, nella regione di Banská Bystrica.

## Storia
Il villaggio è citato per la prima volta nel 1260. Appartenne a numerose famiglie comitali locali, tra le quali i Verbőczy. Nel XVI secolo passò all'arcivescovato di Strigonio. Dal 1938 al 1945 venne annesso dall'Ungheria.